# Milan Bojović
Milan Bojović (in serbo Милан Бојовић?; Lučani, 13 aprile 1987) è un calciatore serbo, attaccante dell'FK FAP.